# Sàtira dels oficis
La Sàtira dels oficis, també anomenada Instruccions de Dua-Jeti, és una obra literària didàctica de l'antic Egipte, datada de prop del 2400 abans de la nostra era. Pertany al gènere Sebayt, i la va tà escriure l'escriba Dua-Jeti per al seu fill Pepi. Potser l'autor pot haver-se guiat per les Instruccions d'Amenemhet.
Descriu un cert nombre de professions d'una manera molt negativa, ressaltant-ne els avantatges de la d'escriba:
| « | És la millor de les professions. No hi ha pas res d'igual en tot el país. Dediqueu-vos en cos i ànima als llibres! No hi ha res millor que els llibres! Fixeu-vos, no hi ha pas cap professió sense patró. Tret de la d'escriba. Ell n'és el patró. | » |

Relata així l'ofici de llaurador:
| « | El llaurador es passa el dia queixant-se, amb la veu ronca com el grall d'un corb. Té els dits i braços supurant i pudents en excés. Està fart de ser en el fang, cobert de parracs. Es troba tan malament com qui és entre lleons: malalt, s'ha de gitar sobre el terra pantanós. Quan se'n va del camp i arriba a casa ja és de nit, està completament exhaust” | » |

Es considera una sàtira, tot i que Helck creu que reflecteix la veritable actitud dels escribes cap a altres professionals.
El text ha sobreviscut íntegre en el Papir Sallier II, escrit en la Dinastia XIX, que encara es troba al Museu Britànic. També s'hi troben altres fragments, així com al Louvre, la biblioteca Morgan Library i altres institucions no egípcies. Era un dels textos més copiats pels estudiants de les dinasties XIX i XX.